# Brought to Bay
Brought to Bay è un cortometraggio muto del 1913 diretto da J.P. McGowan.
È il primo film che Helen Holmes gira per la Kalem, di cui diventerà, di lì a poco, uno dei nomi di punta. Sul set incontra il regista, l'australiano J.P. McGowan che sposerà qualche tempo dopo.
È uno dei primi film (il terzo) anche per l'attore canadese William Brunton e il secondo per John Hartford Hoxie, meglio noto come Jack Hoxie (poi accreditatosi come Hart Hoxie, fino al 1919), cavallerizzo di rodeo molto noto all'epoca, che partecipò a svariati film western fino ai primi anni trenta.
Il partner di Helen Holmes è il regista-attore Jack Conway che diventerà famoso soprattutto come regista: negli anni trenta, dirigerà attori come Jean Harlow, Clark Gable, Myrna Loy, Spencer Tracy, Hedy Lamarr, Lionel Barrymore.

## Produzione
Il film fu prodotto dalla Kalem Company.

## Distribuzione
Distribuito dalla General Film Company, il film uscì nelle sale cinematografiche USA il 13 giugno 1913.